# Ingrid Kaltenegger
Ingrid Kaltenegger, auch Ingrid Warnke-Kaltenegger, (* 1971 in Salzburg) ist eine österreichische Schriftstellerin, Drehbuchautorin und Schauspielerin.

## Leben
Ingrid Kaltenegger wuchs in der Stadt Salzburg auf und besuchte dort ein Mädchengymnasium. Von 1990 bis 1994 studierte sie Schauspiel an der Folkwanghochschule in Essen. Danach war sie als Schauspielerin, Regieassistentin und Schauspiellehrerin für Jugendliche tätig.
Ab 2008 studierte sie Drehbuch an der Internationalen Filmschule Köln, das Studium schloss sie 2012 als Bachelor of Arts ab. Ihr Abschlussbuch Das Glück ist ein Vogerl wurde 2017 bei Hoffmann und Campe als Roman veröffentlicht. Unter der Regie von Catalina Molina entstand 2020 der gleichnamige Fernsehfilm für ORF und ARD mit Simon Schwarz, Nikolaus Paryla und Patricia Aulitzky in den Hauptrollen.
Ihr Treatment Wilde Kaiser wurde 2013 mit dem Drehbuchentwicklungspreis des Drehbuchpreises der Stadt Salzburg ausgezeichnet. 2015 erhielt sie für ihren Text Punks Not Dead im Rahmen des Krimifestivals Tatort Eifel den Deutschen Kurzkrimipreis. Für ihren Text Wüstenplanet wurde sie 2018 mit dem Förderpreis des Literaturpreises Ruhr gewürdigt.
Für das ZDF schrieb sie das Drehbuch zur 2022 erstmals ausgestrahlten Folge Marie Brand und der überwundene Tod aus der Reihe Marie Brand. Gemeinsam mit Mika Kallwass entwickelte sie nach einer Vorlage von Jean-Francois Asselin und Jacques Drolet das Drehbuch zur Mini-Serie Reset – Wie weit willst du gehen?, die im März 2024 im ZDF erstmals ausgestrahlt wurde.
Kaltenegger lebt mit ihrer Familie in Köln.

## Publikationen (Auswahl)
- Das Glück ist ein Vogerl, Roman, Hoffmann und Campe Verlag, Hamburg 2017, ISBN 978-3-455-00149-5

## Filmografie (Auswahl)

### Als Drehbuchautorin
- 2010: Mann mit Bart (Kurzfilm)
- 2010: Du bist nicht allein (Kurzfilm)
- 2011: Intakt (Kurzfilm)
- 2012: Who Am I Happy (Kurzfilm)
- 2013: Dahoam is Dahoam – Geschwistersorgen (Fernsehserie)
- 2017: Lampenfieber (Stage Fright) (Fernsehserie)
- 2019: Andere Eltern (Fernsehserie, sieben Episoden)
- 2020: Das Glück ist ein Vogerl (Fernsehfilm)
- 2022: Marie Brand und der überwundene Tod
- 2024: Reset – Wie weit willst du gehen? (Mini-Serie, drei Episoden)

### Als Schauspielerin
- 1996: SK Babies – Gefährlicher Verdacht (Fernsehserie)
- 2003: Kein Science Fiction
- 2003: Die Camper – Der Babysitter  (Fernsehserie)
- 2004: Die Kommissarin – Der Mörder mit dem Schleifchen  (Fernsehserie)
- 2006: 6 Tage – 6 Genres
- 2007: Lindenstraße – Ein Stück vom Himmel (Fernsehserie)
- 2008: Angie – Alles oder nichts! (Fernsehserie)
- 2009: 112 – Sie retten dein Leben (Fernsehserie, eine Folge)
- 2009: Die Liebe der Kinder

## Hörspiele (Auswahl)
- 2007: Enno Stahl: Hector – Die Geiselshow – Regie: Thomas Leutzbach (Hörspielbearbeitung – WDR)

Quelle: ARD-Hörspieldatenbank

## Auszeichnungen (Auswahl)
- 2013: Drehbuchpreis der Stadt Salzburg: Drehbuchentwicklungspreis für Wilde Kaiser[2]
- 2015: Tatort Eifel: Deutscher Kurzkrimi-Preis für Punks Not Dead[8]
- 2018: Literaturpreis Ruhr: Förderpreis für Wüstenplanet[3]